# Tribulus megistopterus
Tribulus megistopterus är en pockenholtsväxtart. Tribulus megistopterus ingår i släktet tiggarnötter, och familjen pockenholtsväxter.

## Underarter
Arten delas in i följande underarter:
- T. m. megistopterus
- T. m. pterocarpus